# Festival Natura Nós
O Festival Natura Nós foi um festival de música e artes organizado e patrocinado pela empresa de cosméticos Natura, realizado entre 2009 e 2011 na Chácara do Jockey Club de São Paulo. Em 2012 o evento foi oficialmente extinto e substituído pelo projeto Festival Natura Musical.

## O Festival
Além de trazer artistas variados do cenário nacional e internacional , o evento, que tinha como principal foco a Sustentabilidade, promoveu oficinas de cooperativas e exposições com artistas e designers que trabalham com material reciclado, além de incentivar a carona compartilhada, a coleta seletiva, entre outras coisas. O evento ainda possui uma extensa praça de alimentação que contava com alimentos orgânicos.

## Edições

### 2009
Em 2009 foi realizada a primeira edição do festival, nos dias 21 e 22 de Novembro na chácara do Jockey Club de São Paulo.
O primeiro dia foi destinado a família e às crianças, com shows voltados para o público. Já o segundo dia recebeu as atrações principais.
Mais de 14 mil pessoas prestigiaram os 2 dias de festival.

#### Line Up
| Dia 21                                                                              | Dia 22                                                                                         |
| ----------------------------------------------------------------------------------- | ---------------------------------------------------------------------------------------------- |
| - Palavra Cantada - Turma da Mônica - Afromix - Ponto de Partida e Menis de Araçuaí | - Sting - Jason Mraz - Lenine - Carlinhos Brown - Arnaldo Antunes - Grupo Cultural Afro Reggae |

### 2010
Em 2010 o evento foi realizado nos dias 16 e 17 de Outubro, também na Chácara do Jockey. Esta edição do festival contou com 15 atrações e 2 palcos. O público foi de cerca de 17 mil pessoas.

#### Line Up
Dia 16
| Palco Verde                                                            | Palco Azul                                                                   |
| ---------------------------------------------------------------------- | ---------------------------------------------------------------------------- |
| - Jamiroquai - Snow Patrol - Air - Vanessa da Mata - Cidadão Instigado | - Bajofondo - Móveis Coloniais de Acaju - Céu - Karina Buhr - Marcelo Jeneci |

| Dia 17                                                                             |
| ---------------------------------------------------------------------------------- |
| - New Medicine - Adriana Calcanhotto - Pato Fu - Palavra Cantada - Pequeno Cidadão |

### 2011
Em 2011 o festival foi realizado nos dias 21 e 22 de Maio. A edição contou com áreas recreativas e oficinas infantis. A principal atração foi o cantor havaiano Jack Johnson. 24 mil pessoas estiveram presentes nos 2 dias de evento. 

#### Line Up
Dia 21
| Palco Verde                                            | Palco Azul |
| ------------------------------------------------------ | --- |
| - Jack Johnson - Jamie Cullum - Laura Marling - G Love | - Maria Gadú - Roberta Sá e António Zambujo - Bid e convidados (Sizzla Kalonji, I-Wayne, Jesse Royal,Karina Buhr e Bi Ribeiro). |

| Dia 22 |
| --- |
| - Toquinho, Verônica Ferriani e Roberta Sá - Barbatuques - Palavra Cantada - Grupo Ponto de Partida e Meninos de Araçuaí |

## Ligações Externas
Site Oficial do Natura Nós